# Pastoreo
Pastoreo est une ville de l'Uruguay située dans le département de Colonia. Sa population est de 456 habitants.

## Infrastructure
Pastoreo est située au sud de la route 1.

## Population
| Année | Population |
| ----- | ---------- |
| 1963  | 241        |
| 1975  | 232        |
| 1985  | 360        |
| 1996  | 402        |
| 2004  | 456        |

Référence,.